# Возига
Возига — река в России, протекает в Чухломском районе Костромской области. Устье реки находится в 66 км по левому берегу реки Вига. Длина реки составляет 21 км.
Исток Возиги в болотах в 10 км к юго-западу от посёлка Судай. Генеральное направление течения — северо-восток, крупных притоков нет. Рядом с рекой расположены деревни Плосково, Ефимовское, Марково, Климовское. Перед впадением в Вигу течёт по южным окраинам посёлка Судай.

## Данные водного реестра
По данным государственного водного реестра России относится к Верхневолжскому бассейновому округу, водохозяйственный участок реки — Унжа от истока и до устья, речной подбассейн реки — Бассей притоков Волги ниже Рыбинского водохранилища до впадения Оки. Речной бассейн реки — (Верхняя) Волга до Куйбышевского водохранилища (без бассейна Оки).
Код объекта в государственном водном реестре — 08010300312110000015020.